# Colonisation portugaise de l'Amérique
Le Portugal est le pays qui a contribué le plus à l'exploration européenne du monde à l'époque des grands navigateurs, au XVe siècle. Le Traité de Tordesillas établissait en 1494 un partage du Nouveau Monde entre l'Espagne et le Portugal. La colonisation portugaise de l'Amérique s'est principalement portée sur l'Amérique du Sud (essentiellement le Brésil), des tentatives au Canada ayant échoué. 

## Colonisation du Brésil

Carte portugaise de Lopo Homem (c. 1519), montrant les côtes du Brésil dans les premiers temps de la colonisation portugaise.

L'explorateur portugais Pedro Álvares Cabral débarque le 22 avril 1500 à Porto Seguro qu'il nomme Terre de la Vraie-Croix, marquant la découverte officielle par les Européens de ce qui deviendra le Brésil. Dans un premier temps, seuls des comptoirs d'échange sont établis pour récolter du bois de pernambouc, dont est extrait une teinture. La colonisation à proprement parler du Brésil ne commence qu'en 1532 avec la fondation de São Vicente. L'industrie de la canne à sucre débute alors, nécessitant une main-d'œuvre importante, d'abord amérindienne, puis constituée d'esclaves noirs issus du commerce triangulaire. La ville de Salvador, qui restera la capitale du territoire jusqu'en 1763, est fondée en 1549, dans la baie de Tous les Saints. La première compagnie de Jésuites s'établit la même année.
Entre 1565 et 1567, Mem de Sá, le troisième gouverneur général du Brésil, parvient à détruire la colonie française France antarctique, alors âgée de dix ans. Son neveu et lui fondèrent la ville de Rio de Janeiro en mars 1567.
Entre 1638 et 1640, les Pays-Bas parviennent à contrôler une partie de la région du nord-est du Brésil, ainsi que la capitale de cette région, Recife. Les Portugais remportèrent une victoire importante lors de la Seconde bataille de Guararapes en 1649. En 1654, les troupes néerlandaises se rendent et les Portugais récupèrent le contrôle de tout le territoire.

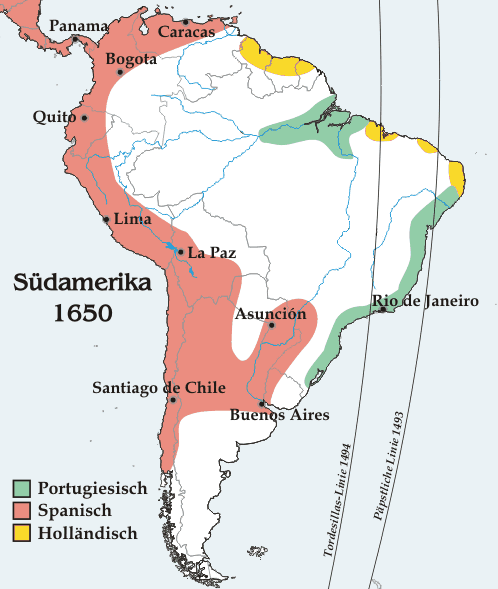
Carte de l'Amérique du Sud en 1650 (possessions portugaises, espagnoles, hollandaises).

A contrario de l'Espagne, les Portugais ne séparèrent pas leurs colonies américaines en différentes parties. Les capitaineries dépendaient d'une administration centralisée à Salvador et répondaient directement au roi, à Lisbonne. On fait ainsi peu référence aux colonies portugaises en Amérique, mais plutôt au Brésil, unifié dès ses origines.
Comme conséquence, le Brésil demeure uni lors de son indépendance en 1822. En 1808, le roi du Portugal Jean VI doit fuir Lisbonne pour Rio de Janeiro devant les troupes napoléoniennes qui envahissent son pays. Rio devient alors capitale de l’empire colonial portugais.
C’est alors que le pays perd son statut colonial et put commercer avec tous les pays (Carta Regia), l’interdiction de créer des manufactures est levée et la première université fondée. L’Angleterre assure la protection du Brésil en échange d'intéressants contrats commerciaux. Même après le départ des troupes napoléoniennes du Portugal, la cour reste à Rio.
Après un soulèvement le 24 août 1820, des élections désignent des Cortes constituants. Une régence de 5 personnes gouverne jusqu'au 4 juillet 1821 quand Jean VI prend ses fonctions de roi constitutionnel au Portugal après avoir quitté le Brésil le 26 avril. Le fils de Jean VI, Pierre I (Pierre Ier du Brésil - Pierre IV de Portugal) resté au Brésil comme régent, refuse de se rendre au Portugal et proclame l’indépendance du Brésil le 7 septembre 1822 à São Paulo. Ceci rentre dans la postérité comme le cri d'Ipiranga.

## Tentatives de colonisation en Amérique du Nord

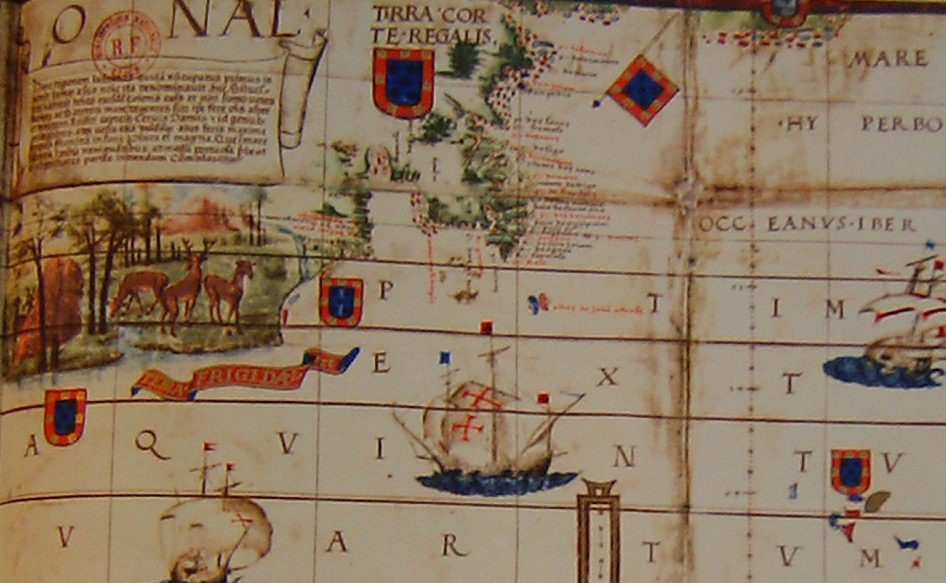
Possessions portugaises en Amérique du Nord, carte de Reinel-Lopo Homem dans l'Atlas de Miller de 1519.

Les frères Gaspar et Miguel Corte-Real ont mené des expéditions à partir du Portugal entre 1500 et 1502. Ils ont atteint le Groenland, puis, au cours d'une seconde expédition, le Labrador et Terre-Neuve, qu'ils revendiquent au nom de la couronne portugaise. En 1506, le roi portugais Manuel Ier impose des taxes aux pêcheurs de morue installés à Terre-Neuve.
Les colonies de João Álvares Fagundes à Terre-Neuve et en Nouvelle-Écosse sont abandonnées après seulement cinq ans de présence portugaise, surtout en raison de l'hostilité des autochtones.